# Brand New Eyes
Brand New Eyes é o terceiro álbum de estúdio da banda de rock alternativo estadunidense Paramore, lançado em 29 de setembro de 2009. Este álbum foi gravado no Lightning Sound Studios em Hidden Hills, na Califórnia, entre janeiro e março de 2009. O nome do álbum, brand new eyes (olhos bem novos ou apenas olhos novos) mostra um novo rumo que a banda está tomando, "é como ver tudo de uma nova perspectiva". A canção "Ignorance" foi o primeiro single e foi disponibilizado para downloads em 7 de julho de 2009, junto com a pré-venda autorizada no site oficial da banda. Brand New Eyes foi lançado em 29 de setembro, dia do aniversário do guitarrista Josh Farro. O segundo single deste álbum, "Brick by Boring Brick", teve a premiere do seu clipe em 23 de novembro de 2009. Já a canção "The Only Exception" teve seu video clipe lançado oficialmente em 17 de fevereiro de 2010. Em junho, foi lançado um video para a canção "Careful", que se tornou o compacto seguinte de BNE. O último single deste álbum foi a canção "Playing God".
A banda então saiu em turnê para divulgar o álbum logo após o seu lançamento, sendo que os shows foram feitos em locais pequenos. Em 9 de agosto de 2009, Hayley Williams anunciou que o Paramore faria uma turnê pela Australia para o Soundwave Music Festival em fevereiro de 2010. As datas de outros shows da turnê de divulgação foram revelados em 12 de agosto de 2009. Paramore também saiu em turnê conjunta com as bandas Paper Route e The Swellers. As apresentações começaram em 29 de setembro de 2009 e acabaram em novembro com um show na cidade natal da banda, Nashville. Este foi o último álbum gravado pela banda antes da saída dos integrantes Josh e Zac Farro. No Brasil, Brand New Eyes recebeu a certificação de disco de ouro pela Associação Brasileira dos Produtores de Discos (ABPD).

## Gravação
A banda esperava poder gravar o novo disco em sua cidade natal de Nashville no Tennessee, mas eles acabaram não conseguindo. Isso foi bem desapontador para eles mas a banda acabou por admitir que foi melhor assim. A casa do produtor Rob Cavallo e seus arredores acabaram por serem usados para criar vários "webisodes" que a banda postou em seu website. A gravação do álbum durou 3 meses e acabou sendo em Hidden Hills, Califórnia.
A pré-produção do disco começou em Nashville e durou seis semanas antes da banda ir para a Califórnia para começar a gravação. Essa foi a primeira vez que eles começaram a produzir um álbum sem a ajuda de um produtor. Williams descreveu esse período como "muito estressante". A gravação foi comparada a uma "terapia" pela banda. Antes de eles começarem a escrever o álbum, o grupo estava a ponto de ruptura mas foi através das letras e das músicas que eles decidiram enfrentar seus problemas e começaram a conversar uns com os outros a respeito das coisas que os incomadavam. O título Brand New Eyes foi baseado em uma faixa que depois foi cortada do álbum e significa literalmente "ver tudo de uma nova perspectiva."
Paramore enfrentou um cronograma bem apertado para gravar BNE, diferente do seu predecessor Riot!. Isso porque a banda já estava comprometida naquele verão com uma turnê com o grupo No Doubt.

## Recepção e críticas
| Críticas profissionais | Críticas profissionais |
| Pontuações agregadas   | Pontuações agregadas   |
| Fonte                  | Avaliação              |
| ---------------------- | ---------------------- |
| Metacritic             | (73/100) link          |
| Avaliações da crítica  |                        |
| Fonte                  | Avaliação              |
| Allmusic               | [ 18 ]                 |
| Alternative Press      | [ 19 ]                 |
| Big Cheese             | [ 20 ]                 |
| Billboard (81%)        | (81%)                  |
| Spin                   | [ 22 ]                 |
| Drowned in Sound       | [ 23 ]                 |
| Rock Sound             | 9 de 10 estrelas.      |
| Rolling Stone          | [ 24 ]                 |
| NME                    | [ 25 ]                 |
| Kerrang!               | [ 26 ]                 |
| Sputnikmusic           | [ 27 ]                 |

O álbum recebeu em geral muito boas criticas dos especialistas. Andrew Leahey do Allmusic deu ao álbum um bom parecer, dizendo "Brand New Eyes mostra o Paramore como uma banda mais forte, mais enxuta e mais unida do que antes." Evan Lucy da Billboard também fez criticas favoráveis dizendo que "apesar da falta de ingenuidade que tornava anteriormente a banda tão cativante, essa nova maturidade traz novas excelentes canções." Já a Metacritic elogiou muito o álbum dando nota 77 de 100 ao CD.
Em sua semana de estreia, BNE liderou as paradas de vendas em vários países entre eles Austrália, Irlanda e no Reino Unido, fazendo de BNE o álbum mais bem sucedido da banda até o momento.
Brand New Eyes entrou na lista da Billboard 200 como n° 2 nos Estados Unidos, vendendo mais de 175 mil cópias na primeira semana.
Em julho de 2010, o álbum já havia vendido mais de 800 mil cópias nos EUA.
Pedro Só, da revista Billboard Brasil, fez uma crítica mista ao Brand New Eyes: notou que Williams, "uma compositora ainda em formação", demonstra "acertos e desacertos" em canções comerciais divididas entre baladas ou faixas mais aceleradas, mas em alguns momentos o ouvinte encontra músicas que se destacam em relação às outras como "Turn If Off". Só terminou sua resenha afirmando que "Hailey (sic) se esgoelando para dizer que 'está tudo errado' é mais comovente do que 9 entre 10 cínicos indie".

## Condecorações
| Publicação        | País           | Condecoração                                | Ano  | Posição |
| ----------------- | -------------- | ------------------------------------------- | ---- | ------- |
| Suosikki Magazine | Finlândia      | Álbum estrangeiro                           | 2009 | 1       |
| Spin Magazine     | Estados Unidos | Spin Magazine: Melhores de 2009 09 – Top 40 | 2009 | 20      |
| Billboard 200     | Estados Unidos | Paradas de final de ano                     | 2009 | 113     |
| Drowned In Sound  | Reino Unido    | Top 50 Álbum de 2009                        | 2009 | 10      |
| Kerrang!          | Reino Unido    | Kerrang! Álbum de 2009                      | 2009 | 8       |
| Rock Sound        | Reino Unido    | Top 75 Álbum do Ano                         | 2009 | 4       |
| Billboard         | Estados Unidos | Top Álbum Alternativo de 2009               | 2009 | 20      |
| Billboard         | Estados Unidos | Top Álbum de Rock de 2009                   | 2009 | 29      |

## Significados das músicas
A banda revelou que o principal tema do processo de composição e gravação foram os problemas internos da banda que eles vinham lidando nos últimos anos. Williams ressaltou que crescer juntos numa banda é bem dificil, porque as pessoas invariavelmente mudam com o tempo. O primeiro single "Ignorance" foi o que 'quebrou o gelo' e fez com que a banda se reunisse para discutir e resolver seus problemas internos. Williams comparou isso a uma terapia e disse que foi dificil apresentar a letra dessa música para o resto da banda. O guitarrista Josh Farro admitiu que seria dificil tocar e cantar uma música que claramente era sobre ele, e também seria dificil para os outros membros, entendendo que como Williams é a líder e ela que é autora principal das letras, os fãs só poderiam ver a versão dela dos fatos.

## Turnê
Paramore anunciou a primeira turnê para divulgar Brand New Eyes pelos EUA em seu site oficial, com as bandas The Swellers e Paper Route se juntando a eles. O primeiro show foi em Fox Theater em Pomona (Califórnia), em 29 de setembro de 2009 (data do lançamento do álbum). Durante a canção "Decode", Williams perdeu a voz e a banda continuou o show tocando a outras canções em instrumental. A turnê, que deveria durar do final de setembro de 2009 até novembro de 2009, foi oficialmente adiada em 2 de outubro de 2009, devido ao caso de laringite da cantora e líder Hayley Williams. A banda voltou então para a estrada apenas em 10 de outubro de 2009, em Chicago.
A banda também saiu em uma breve turnê pela Europa começando em Helsinki, Finlândia, em 29 de novembro de 2009, com You Me at Six, Paper Route e Now Every Children nos showns no Reino Unido.
A banda se apresentou em 2010 no Soundwave Festival na Austrália junto com as bandas You Me At Six, Taking Back Sunday, All Time Low e Alexisonfire. Eles se apresentaram no Soundwave Festival antes de levar a Brand New Eyes Tour para a Austrália. Na primeira semana de março, eles também se apresentaram duas vezes na Nova Zelândia. Sendo um desses shows com lotação total com ao menos 5 000 pagantes em Auckland e em Christchurch.
Paramore também apoiou o Green Day em sua turnê. Eles abriram os shows dad banda em Dublin, Irlanda (23 de junho de 2010) e em Paris, França (26 de junho de 2010).
Em julho, agosto e setembro de 2010, a banda anunciou que estará na Honda Civic Tour de 2010. Em maio, o grupo também anunciou shows no Reino Unido para novembro do mesmo ano. Após apenas um dia de vendas, a banda marcou outro show no O2 arena devido a alta procura por ingressos. Eles também adicionaram 2 shows extras elevando de 6 para 8 shows na turnê. Em junho de 2010, Paramore anunciou mais uma passagem pela Austrália em outubro.
Em 26 de novembro de 2010, a banda confirmou uma nova passagem pelo Brasil, ainda como parte da turnê de divulgação do álbum, em fevereiro de 2011 com shows em Brasília, Belo Horizonte, Rio de Janeiro, São Paulo e Porto Alegre. Apresentações também aconteceram na Argentina, no Chile, no Peru, na Colômbia e na Venezuela.

## Faixas
| CD  |                                      |                              |         |  |
| N.º | Título                               | Compositor(es)               | Duração |  |
| 1.  | "Careful"                            | Hayley Williams, Josh Farro  | 3:50    |  |
| 2.  | "Ignorance"                          | Williams, Farro              | 3:38    |  |
| 3.  | "Playing God"                        | Williams, Farro, Taylor York | 3:02    |  |
| 4.  | "Brick by Boring Brick"              | Williams, Farro              | 4:13    |  |
| 5.  | "Turn It Off"                        | Williams, Farro              | 4:19    |  |
| 6.  | "The Only Exception"                 | Williams, Farro              | 4:27    |  |
| 7.  | "Feeling Sorry"                      | Williams, Farro, York        | 3:05    |  |
| 8.  | "Looking Up"                         | Williams, Farro              | 3:29    |  |
| 9.  | "Where the Lines Overlap"            | Williams, Farro              | 3:18    |  |
| 10. | "Misguided Ghosts"                   | Williams, Farro, York        | 3:01    |  |
| 11. | "All I Wanted"                       | Williams, York               | 3:48    |  |
| 12. | "Decode" (faixa bônus internacional) | Williams, Farro, York        | 4:22    |  |

| Faixas bônus |                                             |         |  |
| N.º          | Título                                      | Duração |  |
| 1.           | "Ignorance" (Versão acústica)               | 3:40    |  |
| 2.           | "Where the Lines Overlap" (Versão acústica) | 3:12    |  |

| Bônus do 7" Vinil |                                                     |         |  |
| N.º               | Título                                              | Duração |  |
| 1.                | "Ignorance" (Versão acústica- lado A)               | 3:40    |  |
| 2.                | "Where the Lines Overlap" (Versão acústica- lado B) | 3:12    |  |

| Edição Deluxe |                                           |         |  |
| N.º           | Título                                    | Duração |  |
| 1.            | "Ignorance" (Versão acústica)             | 3:40    |  |
| 2.            | "Brick by Boring Brick" (Versão acústica) | 4:22    |  |
| 3.            | "Turn it Off" (Versão acústica)           | 3:47    |  |
| 4.            | "Ignorance" (Video musical)               | 3:39    |  |
| 5.            | "Making of Ignorance" (Vídeo - iTunes)    | 4:03    |  |

## Versão Deluxe
Em julho de 2009, a versão deluxe deste álbum foi disponibilizada para download digital. Foram liberadas 15.000 cópias da versão deluxe composta por um CD, um caderno de 40 páginas com as letras das músicas escritas pela própria Hayley Williams e notas do álbum, além de um 7" vinil contendo quatro canções acústicas, um DVD com making of, uma caderneta de 16 páginas, um certificado de autenticidade, um poster e cinco fotografias. Essa versão foi disponibilizada apenas no Paramore.net, página oficial da banda.

## Lançamento
| País           | Data                   | Gravadora              |
| -------------- | ---------------------- | ---------------------- |
| Itália         | 21 de setembro de 2009 | Warner/Fueled by Ramen |
| Grécia         | 21 de setembro de 2009 | Warner/Fueled by Ramen |
| Brasil         | 24 de setembro de 2009 | Warner/Fueled by Ramen |
| Austrália      | 25 de setembro de 2009 | Warner/Fueled by Ramen |
| Alemanha       | 25 de setembro de 2009 | Warner/Fueled by Ramen |
| Irlanda        | 25 de setembro de 2009 | Warner/Fueled by Ramen |
| Nova Zelândia  | 28 de setembro de 2009 | Warner/Fueled by Ramen |
| Dinamarca      | 28 de setembro de 2009 | Warner/Fueled by Ramen |
| Reino Unido    | 28 de setembro de 2009 | Warner/Fueled by Ramen |
| França         | 28 de setembro de 2009 | Warner/Fueled by Ramen |
| Portugal       | 28 de setembro de 2009 | Warner/Fueled by Ramen |
| Estados Unidos | 29 de setembro de 2009 | Warner/Fueled by Ramen |
| Canadá         | 29 de setembro de 2009 | Warner/Fueled by Ramen |
| Japão          | 30 de setembro de 2009 | Warner/Fueled by Ramen |
| Finlândia      | 30 de setembro de 2009 | Warner/Fueled by Ramen |

## Paradas musicais
| Paradas (2009)                  | Melhor posição | Certificações (Vendas) |
| ------------------------------- | -------------- | ---------------------- |
| Billboard 200                   | 2              | Platina                |
| Billboard Alternative Albums    | 1              | Platina                |
| Billboard Rock Albums           | 1              | Platina                |
| Austrália Albums Chart          | 1              | Platina                |
| Áustria Albums Chart            | 7              | -                      |
| Bélgica Albums Chart (Flanders) | 20             | -                      |
| Bélgica Albums Chart (Wallonia) | 34             | -                      |
| Canadá Albums Chart             | 3              | Ouro                   |
| Finlândia Albums Chart          | 5              | -                      |
| França Albums Chart             | 36             | -                      |
| Irlanda Albums Top 75           | 1              | Ouro                   |
| Japão Albums Chart              | 15             | Platina                |
| Itália Albums Chart             | 33             | Ouro                   |
| Alemanha Álbum Charts           | 7              | -                      |
| México Albums Chart             | 7              | -                      |
| Holanda Albums Charts           | 23             | -                      |
| Nova Zelândia Albums Chart      | 1              | Ouro                   |
| Noruega Albums Chart            | 27             | -                      |
| Suécia Albums Chart             | 17             | -                      |
| Suíça Albums Chart              | 15             | -                      |
| Espanha Albums Chart            | 25             | -                      |
| UK Albums Chart                 | 1              | Platina                |
| UK Rock Chart                   | 1              | Platina                |

## Pessoal
Paramore
- Hayley Williams – Vocal
- Josh Farro – Guitarra, Backing vocal
- Zac Farro – Bateria, percussão
- Jeremy Davis – Baixo
- Taylor York – Guitarra

Pessoal extra
- Rob Cavallo - produtor
- Doug McKean - Engenheiro de som
- Chris Lord-Alge - Mixagem de som
- Jamie Muhoberac - Teclado, órgão
- Ted Jensen - Masterização de áudio